# Aphelinoidea longicorpus
Aphelinoidea longicorpus är en stekelart som först beskrevs av Girault 1913.  Aphelinoidea longicorpus ingår i släktet Aphelinoidea och familjen hårstrimsteklar. Inga underarter finns listade i Catalogue of Life.